# Milnor-Vermutung (Differentialgeometrie)
In der Mathematik war die Milnor-Vermutung eine inzwischen widerlegte Vermutung aus der Differentialgeometrie. Sie wurde 1968 von John Willard Milnor formuliert.

## Formulierung
Die Milnor-Vermutung besagte, dass für eine vollständige Riemannsche Mannigfaltigkeit mit nicht-negativer Ricci-Krümmung die Fundamentalgruppe endlich erzeugt sein soll. 
Dies verallgemeinert den Satz von Myers, nach dem eine vollständige Riemannsche Mannigfaltigkeit mit positiver unterer Schranke an die Ricci-Krümmung die Fundamentalgruppe endlich ist.

## Bestätigungen
Die Milnor-Vermutung ist richtig für Flächen, weil eine Fläche, deren Krümmung nicht-negativ und nicht konstant Null ist, entweder kompakt oder homöomorph zum {\displaystyle \mathbb {R} ^{2}} sein muss. Dies folgt aus einer Arbeit von Stefan Cohn-Vossen.
Die Milnor-Vermutung ist ebenfalls richtig für 3-Mannigfaltigkeiten. Dies folgt daraus, dass eine 3-Mannigfaltigkeit mit nicht-negativer Ricci-Krümmung, die nicht ein metrisches Produkt aus einer Fläche und einer 1-Mannigfaltigkeit ist, entweder kompakt oder homöomorph zum {\displaystyle \mathbb {R} ^{3}} sein muss. Dies folgt aus Arbeiten von Schoen-Yau und Liu.
Es ist zur Zeit offen, ob die Milnor-Vermutung auch für {\displaystyle 4-} und {\displaystyle 5-}dimensionale Mannigfaltigkeiten richtig ist.

## Widerlegung
Für Mannigfaltigkeiten der Dimension mindestens {\displaystyle 6} wurde die Milnor-Vermutung von Brué, Naber und Semola widerlegt. Insbesondere fanden sie ein Beispiel einer {\displaystyle 7}-Mannigfaltigkeit nicht-negativer Ricci-Krümmung mit Fundamentalgruppe {\displaystyle \mathbb {Q} /\mathbb {Z} }. Die Autoren fanden eine neue topologische Konstruktion für Mannigfaltigkeiten mit unendlich-erzeugter Fundamentalgruppe, die sie als glatte (differenzierbare) Version der fraktalen Schneeflocke bezeichnen. Diese Konstruktion beruht auf sehr getwisteten Verklebungen und letztlich dem Zusammenhang zwischen der Ricci-Krümmung und der Abbildungsklassengruppe der Mannigfaltigkeit {\displaystyle S^{3}\times S^{3}}. Insbesondere zeigen sie, dass die Abbildungsklassengruppe die Standard-Produktmetrik auf Metriken in einer Wegzusammenhangskomponente des Raums der Metriken positiver Ricci-Krümmung abbildet.